# Konstantin Vassiljev
Konstantin Vassiljev (russisch Константин Викторович Васильев; * 16. August 1984 in Tallinn) ist ein estnischer Fußballspieler russischer Abstammung. In den Jahren 2010, 2011 und 2013 wurde Vassiljev Fußballer des Jahres in Estland.

## Karriere

### Verein
Vassiljev begann seine Karriere beim Tallinna JK, wo er aufgrund seiner Treffsicherheit die Aufmerksamkeit des estnischen Topklubs FC Levadia Tallinn auf sich zog. Dorthin wechselte er zur Saison 2003 und spielte fünf erfolgreiche Saisons dort. In dieser Zeit kam er auch zum Debüt in der Nationalmannschaft Estlands. Im Juli 2007 wechselte er ablösefrei nach Slowenien zum NK Nafta Lendava, nachdem der ehemalige Kapitän von Levadia nur noch im Reserve Team zum Einsatz kam. Er debütierte in Slowenien am 3. Februar 2008, dieses misslang jedoch, da der Klub mit 0:2 bei Publikum Celje verlor. Das erste Tor für seinen neuen Arbeitgeber machte dieser im Spiel gegen NK Drava Ptuj, welches mit 1:2 verloren wurde. Beim Verein aus Lendava war Vassiljev über drei Spielzeiten Stammspieler und konnte die Positionen sieben und sechs in der Slovenska Nogometna Liga erreichen. Im Slowenischen Pokal kam er mit dem Team 2009/10 bis ins Halbfinale. Im Februar 2011 unterschrieb Vassiljev einen Kontrakt bis zum Ende der Spielzeit 2013, beim aktuellen Slowenischen Titelträger FC Koper. Nach einem halben Jahr verließ Vassiljev den FC Koper, und wechselte nach Russland zu Amkar Perm. Hier brachte er es in drei Jahren auf 64 Ligaspiele, in denen er vier Tore erzielte. Nachdem sein Vertrag ausgelaufen war, wechselte er zu Piast Gliwice nach Polen. Auch in Gleiwitz wusste er zu überzeugen und war sofort Stammspieler. Zur Saison 2015/2016 wechselt er zum polnischen Ligakonkurrenten Jagiellonia Białystok, wo er einen Zweijahresvertrag unterschrieb. Den auslaufenden Vertrag verlängerte er in Białystok nicht. Er wechselte daraufhin wieder zu Piast Gliwice, wo er im zweiten Jahr nicht mehr berücksichtigt wurde. Im Februar 2019 kehrte er daraufhin zurück in seine Heimat und unterschrieb einen Vertrag beim FC Flora Tallinn.

### Nationalmannschaft
Nachdem er zuvor im Juniorenbereich der Balten aktiv gewesen war, gab Vassiljev sein Debüt in der Nationalmannschaft von Estland am 31. Mai 2006 in einem Freundschaftsspiel gegen Neuseeland, als er in der 66. Spielminute für Vjatšeslav Zahovaiko eingewechselt wurde.
Seinen Ersten Treffer für die A-Elf markierte er im Qualifikationsspiel zur Weltmeisterschaft 2010 gegen Armenien im Hanrapetakan-Stadion. Für Estland traf der Mittelfeldspieler in einem Freundschaftsspiel Anfang des Jahres 2011 gegen die von Lothar Matthäus trainierte Bulgarische Auswahl doppelt, welches ihm zuvor im Spiel gegen Usbekistan ein Jahr zuvor geglückt war.
In einem Freundschaftsspiel gegen Uruguay Mitte März, vier Tage vor dem EM Qualifikationsspiel gegen Serbien traf Vassiljev zur 1:0-Führung in der 61. Spielminute, bevor Vjatšeslav Zahovaiko vier Minuten später zum 2:0-Endstand traf. Am 29. März kam es dann zum Spiel gegen Serbien in Gruppe C, nachdem Serbien zur Pause mit 1:0 durch ein Tor von Marko Pantelić geführt hatte, erzielte Vassiljev in der 84. Minute das Tor zum 1:1-Endstand.
Am 4. Juni 2024 bestritt Vassiljev sein letztes Länderspiel für Estland in einem Freundschaftsspiel gegen die Schweiz. Das Endresultat war 4:0 für die Schweiz. Mit 39 Jahren endet also seine Nationalmannschaftskarriere.

## Erfolge
- Estnischer Meister: 2004, 2006, 2007, 2019, 2020
- Estnischer Pokalsieger: 2004, 2005, 2007
- Estnischer Supercupsieger: 2020
- Estnischer Fußballer des Jahres: 2010, 2011, 2013